# 相葉モータース
『相葉モータース』（あいばもーたーす）は、日本テレビ系列で2025年（令和7年）5月17日に放送されていたバラエティ番組であり、相葉雅紀（嵐）の冠番組。

## 概要
相葉がバイク好きという共通点を持つ“大親友”小峠と自由気ままにツーリングをする番組。
「嵐にしやがれ」の中で放送された相葉のツーリング企画から派生した。

## 出演者
- 相葉雅紀（嵐）
- 小峠英二（バイきんぐ）

## スタッフ
- ナレーター：ファーストサマーウイカ
- 企画・監修：古立善之
- 演出：須原翔
- カメラ：水谷元保、樽井幹太
- 音声：植松一哉
- 編集：佐藤弘一、松元美砂
- MA：丸山輝幸
- 音効：保苅智子、鶴巻香奈
- CG：藤村潤
- イラスト：森三平
- 技術協力：セッターズ、ライフシード、スタジオヴェルト
- 撮影協力：バイクショップ レッドウィッグマン
- 協力：株式会社JTBパブリッシング、MAPPLE「ツーリングマップル中部北陸2025」
- デスク：津下佳子
- TK：木下渚
- ディレクター：加藤健太、野本開/杉原玲、小田切愛優
- プロデューサー：岩崎小夜子/森下典子、古賀絢子、金誠貴、塩水可菜子
- チーフプロデューサー：横田崇
- 制作協力：AXON
- 製作著作：日本テレビ